# Saint-Genix-sur-Guiers
Saint-Genix-sur-Guiers (früher italienisch San Genisio) ist eine Commune déléguée in der französischen Gemeinde Saint-Genix-les-Villages mit 2427 Einwohnern (Stand 1. Januar 2022) im Département Savoie in der Region Auvergne-Rhône-Alpes.

## Geographie

### Lage

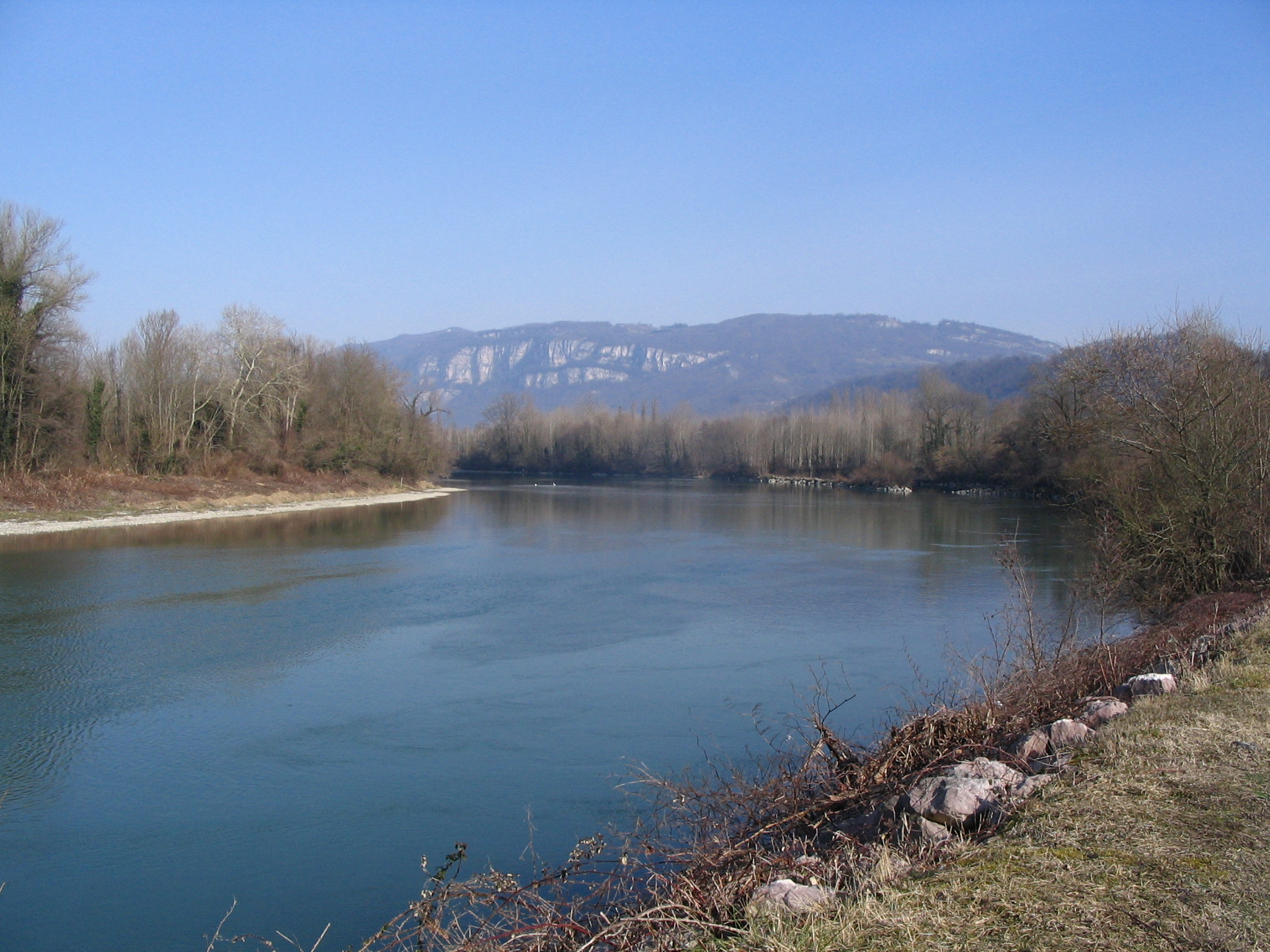
Die Rhône bei Saint-Genix-sur-Guiers

Saint-Genix-sur-Guiers liegt am Ufer des Guiers auf 283 m, etwa 23 Kilometer westlich der Präfektur Chambéry, 64 Kilometer ostsüdöstlich der Stadt Lyon und 46 Kilometer nördlich der Stadt Grenoble (Luftlinie). Nachbargemeinden von Saint-Genix-sur-Guiers sind Champagneux im Norden, Gresin und Rochefort im Osten, Avressieux, Belmont-Tramonet und Romagnieu im Süden, Aoste im Westen sowie Brégnier-Cordon im Nordwesten.

### Topographie
Die Fläche des 12,27 km² großen Gebiets der Commune déléguée umfasst einen Abschnitt des Avant-Pays savoyard, des von sanften Erhebungen geprägten savoyischen Vorlandes zwischen dem Grenzfluss Guiers und dem Südende der Hauptantiklinalen des Jura.
Die Commune déléguée besteht zu einem Teil aus dem flachen Schwemmboden im Mündungsdreieck zwischen Guiers und Rhone, zum anderen Teil aus der Hügellandschaft des Avant-Pays. Zusammen mit zwei kleinen Zuflüssen im Nordosten und Südosten markieren die beiden Flüsse bis auf kleine Abschnitte die Grenzen der Commune déléguée und entwässern das Gebiet der Commune déléguée. Im Osten gliedern zwei sanft reliefierte Höhenzüge die Landschaft und erreichen Erhebungen von 470 m und 489 m Höhe. Der Boden der Commune déléguée wird mit etwa 61 % vorwiegend landwirtschaftlich genutzt. Weitere 25 % sind von Wald bedeckt, während Siedlungs- und Gewerbegebiete zusammen 12 % ausmachen.

### Gemeindegliederung
Zur Commune déléguée Saint-Genix-sur-Guiers gehören neben dem eigentlichen Ortskern auch mehrere Weilersiedlungen und Gehöfte, darunter:
- Truison (216 m) am Übergang zwischen Schwemmebene und nördlichem Höhenrücken;
- Urice (416 m) auf dem südlichen Höhenrücken;
- die Streusiedlungen Bas-Bachelin und Haut-Bachelin auf dem südlichen Höhenrücken.

## Geschichte
Der Name Saint-Genix bezieht sich entweder auf Genesius von Rom oder Genesius von Arles, wobei nicht endgültig geklärt ist, welcher der beiden christlichen Märtyrer der ursprünglich Namensgebende war. Heute ist der letztere als Patrozinium von Saint-Genix festgelegt.
Im Hochmittelalter wurde der Ort 1115 als Apud Sanctum Genesium erstmals urkundlich erwähnt. Später verwendete Schreibweisen waren Saint-Genys (1481) und Saint-Genis (1691–1731). Unter der Oberhoheit von Savoyen-Piemont und
vor allem seit dem Vertrag von Paris (1355) wurde der Guiers zur Grenze zwischen Savoyen und der französischen Dauphiné und Saint-Genix damit zur Grenzstadt. Als solche war sie über mehrere Jahrhunderte hinweg regelmäßiges Ziel von Angriffen und Zerstörungen, darunter Angriffe seitens des Dauphins, der Durchzug marodierender Banden oder im Jahr 1603 ein Rachefeldzug der Republik Genf.
Bis zur Französischen Revolution bestand in Saint-Genix ein Marquisat in Personalunion mit den Herren von Beauregard, zu dem auch die Nachbardörfer Champagneux und Gresin gehörten. Nach der Französischen Revolution und der damit verbundenen zeitweisen Umbenennung in Entre-Rives etablierte sich die Schreibweise Saint-Genix.
Von 1793 bis 2015 war die Gemeinde Hauptort (frz.: chef-lieu) des Kantons Saint-Genix-sur-Guiers.
Die Gemeinde Saint-Genix-sur-Guiers wurde am 1. Januar 2019 zusammen mit Gresin und Saint-Maurice-de-Rotherens zur Commune nouvelle
Saint-Genix-les-Villages zusammengeschlossen. Sie hat seither des Status einer Commune déléguée. Sie gehörte zum Kanton Bugey savoyard im Arrondissement Chambéry und war Mitglied im Gemeindeverband Val Guiers.

## Sehenswürdigkeiten

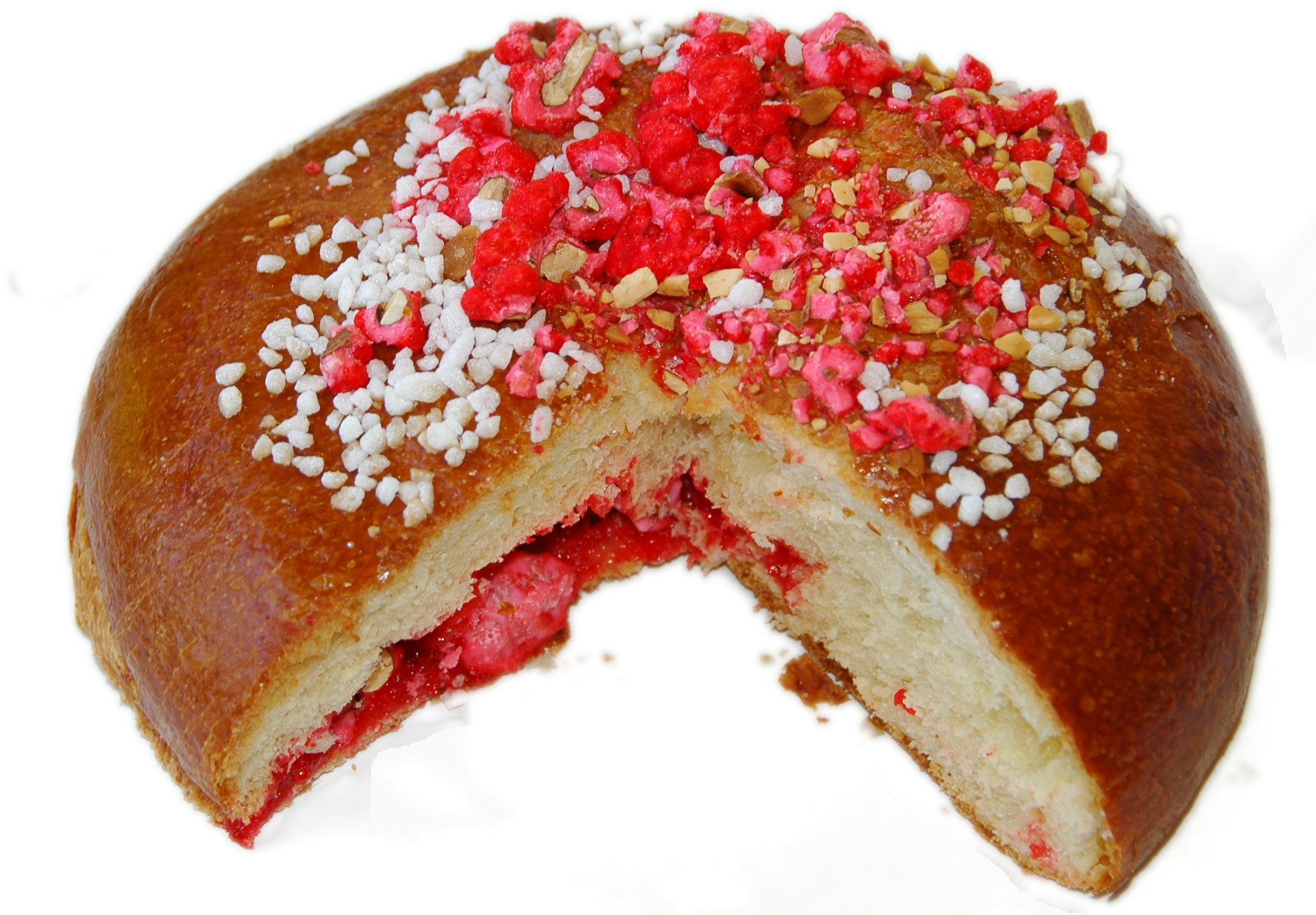
Gâteau de Saint-Genix

Von den starken mittelalterlichen Befestigungsmauern sind einige Überreste sowie eines der ursprünglich drei Stadttore erhalten. Das Laufwasserkraftwerk an der Brücke über den Guiers ist der Nachfolger einer erstmals 1889 in Betrieb gegangenen Anlage, von der noch einige historische Gebäude erhalten sind. Saint-Genix ist eine Station am Jakobsweg Via Gebennensis, der von Genf nach Le Puy führt und dort an die Via Podiensis anschließt.
Eine Spezialität aus Saint-Genix ist der Gâteau de Saint-Genix, eine mit roten Pralinen verzierte Brioche.

## Bevölkerungsentwicklung
| Jahr | Einwohner |
| ---- | --------- |
| 1962 | 1.606     |
| 1968 | 1.538     |
| 1975 | 1.586     |
| 1982 | 1.692     |
| 1990 | 1.735     |
| 1999 | 1.817     |
| 2006 | 2.094     |
| 2011 | 2.278     |

Mit 2376 Einwohnern (Stand 1. Januar 2016) gehörte Saint-Genix-sur-Guiers zu den mittelgroßen Gemeinden des Département Savoie. Nachdem die Einwohnerzahl im 19. und in der ersten Hälfte des 20. Jahrhunderts teilweise rückläufig war (1861 wurden noch 1812 Einwohner gezählt), wurde seit den 1970er Jahren wieder eine deutliche Bevölkerungszunahme verzeichnet. Die Ortsbewohner von Saint-Genix-sur-Guiers heißen auf Französisch San-Genestois(es).

## Wirtschaft und Infrastruktur
Saint-Genix-sur-Guiers ist bis heute ein lokales Zentrum in ländlicher Umgebung, das sowohl durch die Landwirtschaft wie auch durch den Handel geprägt ist. Die Landwirtschaft hat sich in den letzten Jahrzehnten auf die größeren Höfe konzentriert, wobei die Gesamtnutzfläche aufgrund der starken Bevölkerungszunahme und daraus folgenden Vergrößerung der Siedlungsfläche leicht zurückgeht. Daneben gibt es verschiedene Betriebe des lokalen Kleinhandels und mehrere mittelständische Industriebetriebe. Mittlerweile hat sich das Dorf auch zu einer Wohngemeinde entwickelt. Viele Erwerbstätige sind Wegpendler, die in den größeren Ortschaften der Umgebung und der benachbarten Départements ihrer Arbeit nachgehen.

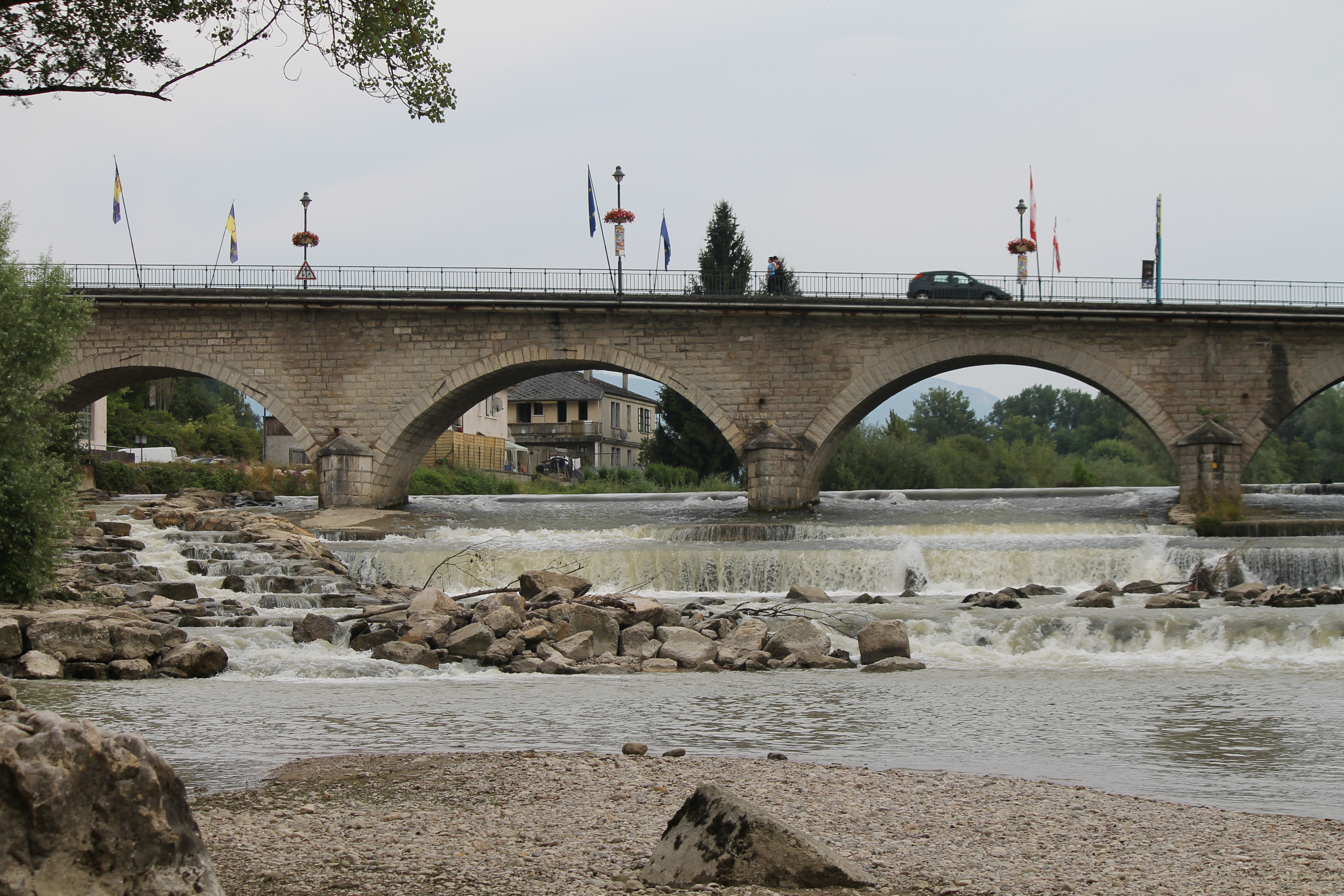
Brücke über den Guiers

Durch die Ortschaft verläuft die Departementsstraße D1516, die als ehemalige Nationalstraße N516 von La Tour-du-Pin nach Cognin und Yenne führt und dabei den Guiers überquert. Ein nach Saint-Genix benannter Autobahnanschluss an die A43 verbindet die Gemeinde direkt mit Chambéry und Lyon. Als Flughäfen in der Region kommen Lyon-St-Exupéry (Entfernung 60 km) und  Chambéry-Savoie (32 km) in Frage.

### Bildung
In Saint-Genix-sur-Guiers befinden sich eine Vorschule (école maternelle), zwei Grundschulen (école primaire) und eine Gesamtschule (collège).